# 馬林卡
马林卡（羅馬化：Marinka，發音：[ˈmɑrjinkɐ] ⓘ，羅馬化：Mar'yinka）是乌克兰顿涅茨克州波克羅夫斯克區马林卡市镇内的城市及该市镇的行政中心，乌克兰行政区划改革前为馬林卡區的行政中心。该市始建于1844年，面积2.3平方公里，海拔高度152米，2022年人口数量为9,089人。于2014年起，頓巴斯戰爭爆發，市中心只是距離與頓涅茨克人民共和國的實際控制綫幾百米。然而在2022年俄羅斯入侵烏克蘭后，該市幾乎每天都受到俄羅斯軍隊的攻擊，至今該市已被全面摧毀且無人居住。

## 俄烏戰爭
從2014年4月中旬開始，頓巴斯親俄武裝佔領了頓涅茨克州的幾個城鎮，包括該市。8月5日，烏克蘭軍隊重新控制了該市，參與奪回該市的行動的部隊包括烏克蘭武裝部隊及亚速营。他們奪回該市后，在電台廣播塔上挂上烏克蘭國旗。在這次行動中，一名志願戰士陣亡（亞速營的一名成員，俄羅斯公民）和14人受傷（烏克蘭軍隊的坦克因反坦克地雷爆炸造成9人受傷）。 
這座城市在戰爭爆發后就經常遭到砲擊，烏克蘭軍隊也予以還擊。親俄武裝的士兵指責烏克蘭軍隊利用該市砲擊親俄武裝控制的頓涅茨克，但烏克蘭軍方否認了這一說法。

### 第一次馬林卡戰役

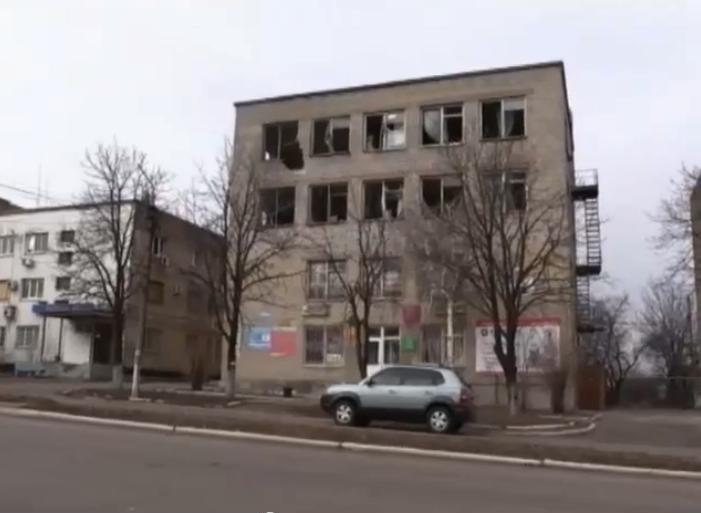
馬林卡市區被親俄武裝炮轟，攝於2015年2月

2015年6月3日，頓涅茨克人民共和國武裝部隊動用1,000名士兵、坦克和重型火砲對該市發動攻勢。他們聲稱他們的行動只是在烏克蘭軍隊發動襲擊後才採取防禦措施。戰役完結后，該鎮部分地區已經被數月的激戰摧毀。這場戰鬥是自2015年2月11日簽署新明斯克協議以來最激烈的一場。當天傍晚，頓涅茨克人民共和國國防部長弗拉基米尔·科诺诺夫、烏克蘭武裝部隊及歐洲安全與合作組織證實，該市在烏軍的控制之下。根據歐安組織的數據，當天包括9名平民在內的28人在該市遇害。
2016年2月10日，一輛定綫小巴在繞過塞車時候撞上地雷，司機忽略了地雷警告標誌，導致三人在檢查站附近死亡。 
據乌克兰最高拉达議員伊琳娜·格拉先科稱，直至2016年9月，該市的人口已減至5000人。

### 第二次馬林卡戰役
2022年俄羅斯入侵烏克蘭，該市成爲2022年頓巴斯戰役的主戰場之一。
3月17日，俄軍和頓涅茨克人民共和國部隊對該市發動了進攻，並在該市大量地使用了國際禁用的鋁熱劑和白磷弹。
截至2022年5月，該市只剩下少數居民。在這次的戰役中，該市所有的建築物皆被俄軍摧毀，以防止烏軍用作掩體。
截至2023年12月5日，该市的大部分地区由俄罗斯军队控制，只有西部一小部分仍由乌克兰军队控制。12月25日，俄羅斯聲稱已經佔領該市，而烏克蘭方面表示戰鬥仍在其郊區持續進行。12月26日，烏軍總司令瓦列里·扎盧日內表示乌克兰部队已撤至该市北郊。

## 備注
1. ↑  讀作“馬爾因卡”